# Petr Vančura
Petr Vančura (* 8. září 1984 Praha) je český filmový a divadelní herec a moderátor. Je členem souboru Činohry Národního divadla.

## Život
Petr Vančura začal svojí hereckou kariéru v Divadle Radar. Poté[kdy?] vystudoval nejdříve střední pedagogickou školu Evropská a pak herectví na katedře alternativního a loutkového divadla Divadelní fakulty AMU, kde získal roku 2010 titul MgA.
Na televizních obrazovkách je jeho doposud nejvýraznějším počinem satirický seriál České televize Kosmo, kde ztvárnil roli druhého pilota Petra Chromého. Další epizodní role si zahrál i v jiných českých seriálech, jako např. Doktor Martin, Čtvrtá hvězda nebo Základka. Mimo seriálu účinkuje i ve filmech, jako je drama Hořící keř nebo komedie Láska je láska.
Většina jeho divadelních představení je v rámci alternativní divadelní scény, ale má také široký záběr v moderátorské sféře a účastní se akcí souvisejících s LGBT komunitou (např. 15. Queer festival nebo Prague Pride 2013).
Kromě toho se také věnuje svým autorským projektům. Je autorem performancí za výlohou, neexistujícího žánru Spectacular Shit, PopUpShows, které jsou jakousi scénickou koláží, street performance, které divák sleduje se sluchátky na uších.
Na svém instagramovém profilu vyráběl krátká motivační videa #Hulákmotivák.
V letech 2006–2022 byl jeho partnerem Jan Cina, s kterým i často vystupoval v divadelních představeních, jako byly například Romeo a Julie nebo Podivný případ se psem.

## Role

### Film
- Hostel IV 2023
- Idiot (divadelní film) 2022
- Menandros & Thaïs 2016
- Kosmo (TV seriál) 2016
- Pustina (TV seriál) 2016
- Doktor Martin (TV seriál) 2015
- Život je život 2015
- Čtvrtá hvězda (TV seriál) 2014
- Hořící keř 2013
- Láska je láska 2012
- Základka (TV seriál) 2012
- Zoufalci 2009
- Stopaři (studentský film) 2008
- U mě dobrý 2008
- Grindhouse: Thanksgiving 2007
- Hostel II 2007
- Tajemství Lesní země (TV film) 2006
- Tuláci (TV film) 2001

### Divadlo

#### Muzikál
- Mauglí, Divadlo Kalich, (Šakal Tabakí) 2013:
- Quasimodo, Hybernia, režie Martin Kukučka (Špindíra) 2011

#### Letní shakespearovské slavnosti
- Sen noci svatojánské (Demetrius) 2013
- Zkrocení zlé ženy (Biondelo) 2011

#### Národní divadlo
- Kytice, Karel Jaromír Erben, režie SKUTR, (Milenec), 2019
- Král Oidipús, Sofoklés, režie Jan Frič, (Sbor Thébanů), 2019
- Vassa Železnovová, Maxim Gorkij, režie Jan Frič, (Pavel, syn), 2021
- Rej, Arthur Schnitzler, režie Arthur Nauzyciel, (Voják), 2022
- Bakchantky, Eurípidés, režie Jan Frič, (Dionysos), 2023

#### Divadlo DISK
- Velmi společenské tance, režie Jiří Havelka (režisér) (Petr) 2008
- Titus Andronicus_Let mouchy, režie Petra Tejnorová (Aron) 2007
- Čardym, režie Alžběta Tichoňová (Dima) 2007
- Balada o velkém kostlivci, režie Petr Hašek (Velký Kostlivec) 2006
- Utrpení knížete Sternenhocha, režie Petra Tejnorová (Trhan) 2006

#### Divadlo Archa
- Life show, režie Petra Tejnorová 2012
- Joke Killers 2010

#### Studio Rubín
- Dresscode: Amis a Amil, 2012:
- Poslední papež, (Petr) 2013:
- Studio Rubín, (Amil) 2012:
- Moje malá úchylka, 2017

#### Další divadla a studia
- Muži, divadlo Ponec, režie Adéla Laštovková Stodolová 2012
- Požár, Divadlo Kampa, režie Jiří Adámek (Bertrand) 2011
- Teritorium, Experimentální prostor NoD/Roxy, režie Jiří Adámek 2010
- Teď 55 33 13, Divadlo Alfa, režie Petra Tejnorová 2010
- Osobní Anamnéza, Experimentální prostor NoD/Roxy, režie Petra Tejnorová 2009
- Kam vítr tam pláž – Studio Ypsilon, režie Jiří Havelka (režisér) 2008
- Evropané, Experimentální prostor NoD/Roxy, režie Jiří Adámek 2008
- Malá smrt, La Fabrika, režie Adéla Stodolová Laštovková 2008
- Nezval v noční košili, Staré purkrabství Vyšehrad, režie Jan Frič (Nezval) 2008
- Neználek ve Slunečním městě, Divadlo Minor, režie Petr Vodička (Neználek) 2007